# Еволюция (кула в Москва)
Кула „Еволюция“ (на руски: Башня Эволюция) е неофутуристичен небостъргач с форма на ДНК, разположен на блокове 2 и 3 на Московския международен бизнес център в Москва, Русия. През 2016 г. „Транснефт“ купува сградата за 1 млрд. щ.д.

## Дизайн
Кулата е проектирана от RMJM заедно с шотландската художничка Карън Форбс и руския архитект Филип Никандров. Формата му е направена да изглежда като две ленти, усукани около центъра. Всеки етаж е завъртян на около 3° спрямо предходния, общо завъртане на 135°. Дизайнът на кулата е вдъхновен от катедралата „Свети Василий“, скулптурата на Огюст Роден „Целувката“ и Паметника на Третия интернационал.
Строителството на кулата започва през 2011 г. и завършва в края на 2014 г.

## Награди
„Еволюция“ е номиниран като финалист за „Най-добър небостъргач в Европа“ от Съвета за високи сгради и градски местообитания (CTBUH).
Кула „Еволюция“ печели втора награда Emporis Skyscraper за 2015 г. Тя е отличена от журито за изразителния си дизайн.